# ریپی (کومونه)
ریپی (به ایتالیایی: Ripi) یک کومونه در ایتالیا است که در استان فروزینونه واقع شده‌است.

## خصوصیات
ریپی ۳۱٫۴ کیلومترمربع مساحت و ۵٬۳۹۰ نفر جمعیت دارد و ۳۰۰ متر بالاتر از سطح دریا واقع شده‌است.